# Université du Connecticut
L'université du Connecticut (en anglais University of Connecticut couramment appelée UConn) est une université publique de l'État du Connecticut fondée en 1881. Le campus principal de l'université est situé à Storrs (comté de Tolland). En tout, l'université compte 27 000 étudiants. L'université comprend le muséum d'histoire naturelle de l'État du Connecticut.
Les équipes sportives universitaires de UConn se nomment Huskies. Les sections basket-ball masculine et féminine sont parmi les meilleures du pays.

## Lien externe

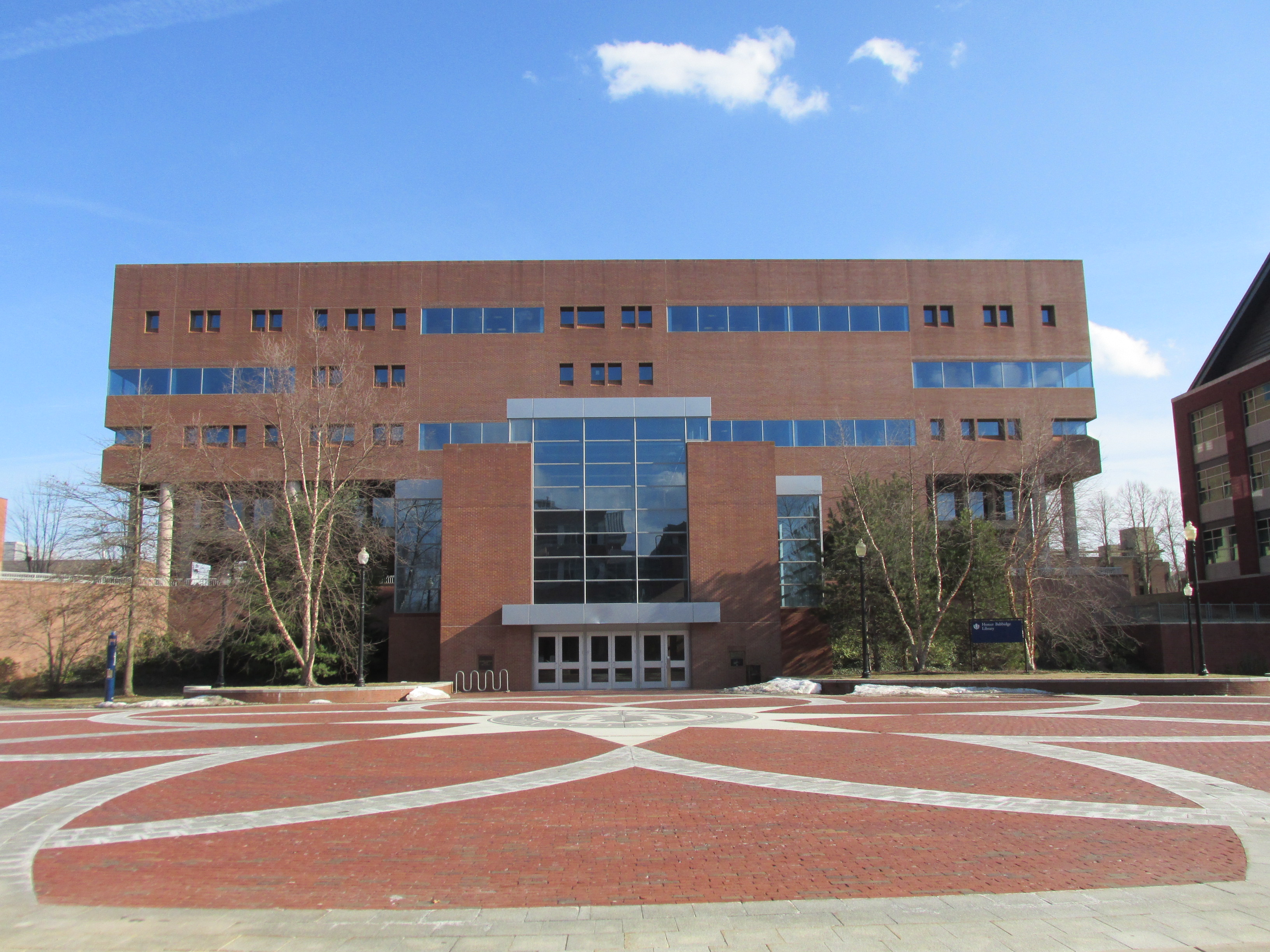
Bibliothèque Homer D. Babbidge de l'université.